# CMS Magazine
CMS Magazine — онлайн-издание о рынке веб-разработок и интернет-маркетинга. Основано в 2007 году. В каталоге проекта зарегистрировано более 4 500 веб-студий, 650 SEO-компаний, 550 CMS. Официальное свидетельство о регистрации средства массовой информации — Эл №ФС 77-32705. Главный редактор онлайн-издания — Анатолий Денисов.

## Каталог CMS
В каталоге можно найти максимально полный список CMS, которые известны в России. Имеется возможность отсортировать системы управления сайтами по типам распространения (коммерческие и свободно распространяемые), лицензиям (платные, бесплатные), типам сайтов (блог, Интернет-магазин, корпоративный сайт, порталы и сервисы, промосайт, социальная сеть), а также отследить динамику роста той или иной CMS за день, неделю или месяц. В онлайн-издании есть возможность сравнивать CMS-продукты, используя различные критерии. В разделе «Личный опыт» владельцы интернет-ресурсов делятся опытом внедрения и управления CMS. Раздел «Отзывы о CMS» содержит отзывы пользователей о различных CMS.

## Каталог веб-студий
В каталоге можно найти полный список веб-студий России, других стран, и информацию о них. Также указано, на какой CMS та или иная веб-студия разрабатывает сайты. Информация логично структурирована и содержит описание направлений работ веб-студии, портфолио проектов и стоимость услуг на разработку. Клиент может оставить отзыв о работе веб-студии.

## Каталог SEO-компаний
Каталог включает в себя информацию о ведущих SEO-компаниях России и стран ближнего зарубежья. Каталог удобно структурирован и содержит подробную информацию о SEO-компаниях, списке её клиентов и продвигаемых сайтах. Есть возможность выбора SEO-компании, организовав тендер на продвижение сайта. Регистрация в каталоге бесплатна. Клиент может оставить отзыв о работе SEO-компании.

## Рейтинги и аналитика рынка
Данные сайта CMS Magazine используются для формирования рейтингов проекта «Рейтинг Рунета» с 2009 года («Рейтинг ведущих веб-студий Рунета», «Рейтинг креативности веб-студий», «Рейтинг ведущих SEO-компаний Рунета» и т. д.).
Аналитики издания также проводят собственные исследования рынка российской веб-разработки и оценивают интернет-ресурсы (например, в рамках совместного с BFM.ru проекта «Рейтинг сайтов публичных компаний России»). Данные портала часто используются средствами массовой информации для оценки тенденций рынка веб-разработки и CMS.

## Онлайн-конференции
С 2008 года на портале CMS Magazine проводятся онлайн-конференции по вопросам веб-разработки, интернет-маркетинга в целом и отдельных его направлений (например, SEO).